# Топчест боцидий
Топчестите боцидии (Bocydium globulare) са вид насекоми от семейство Membracidae.
Таксонът е описан за пръв път от Йохан Христиан Фабриций през 1803 година.